# McLaren 620R

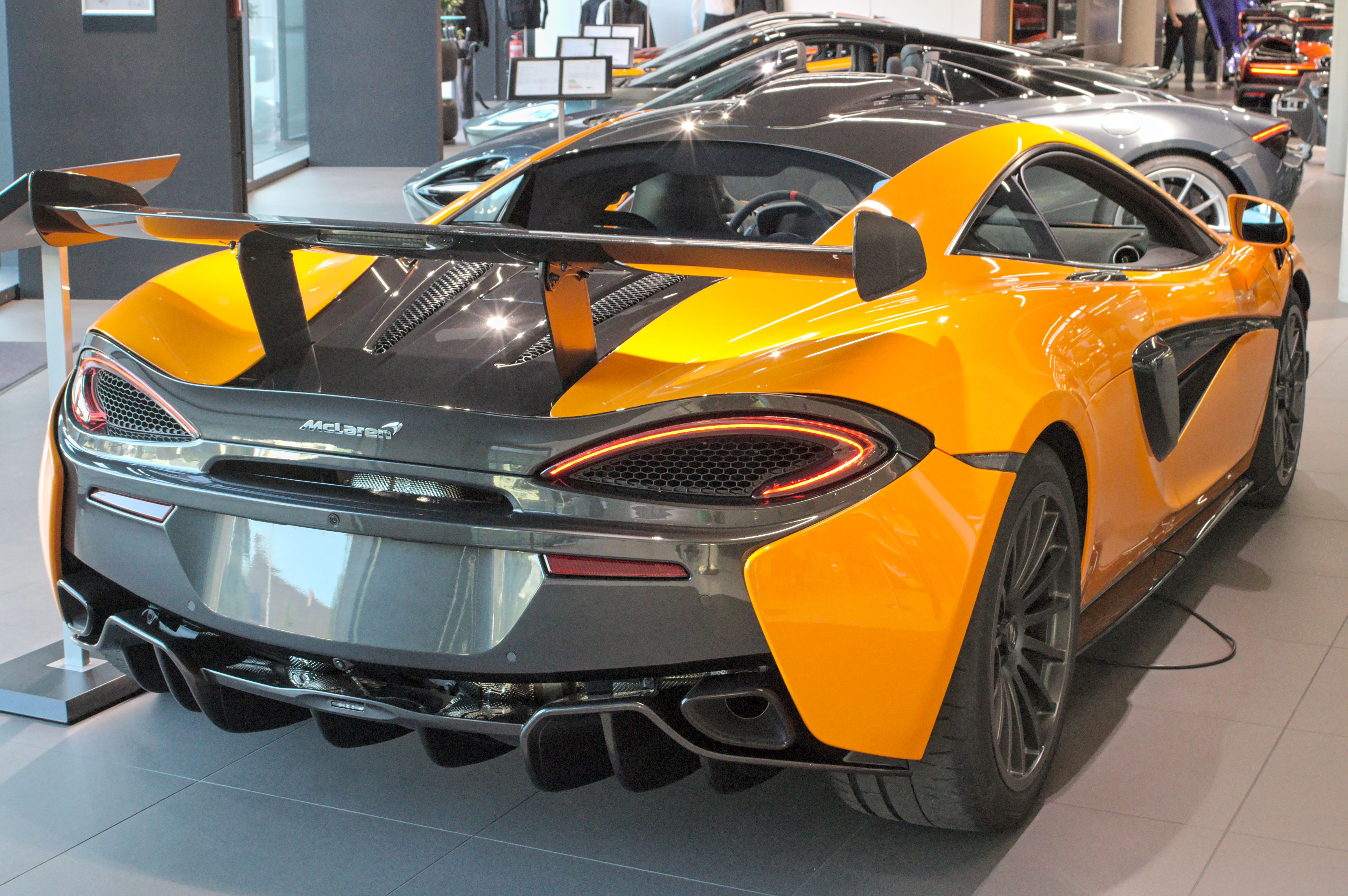
Heckansicht

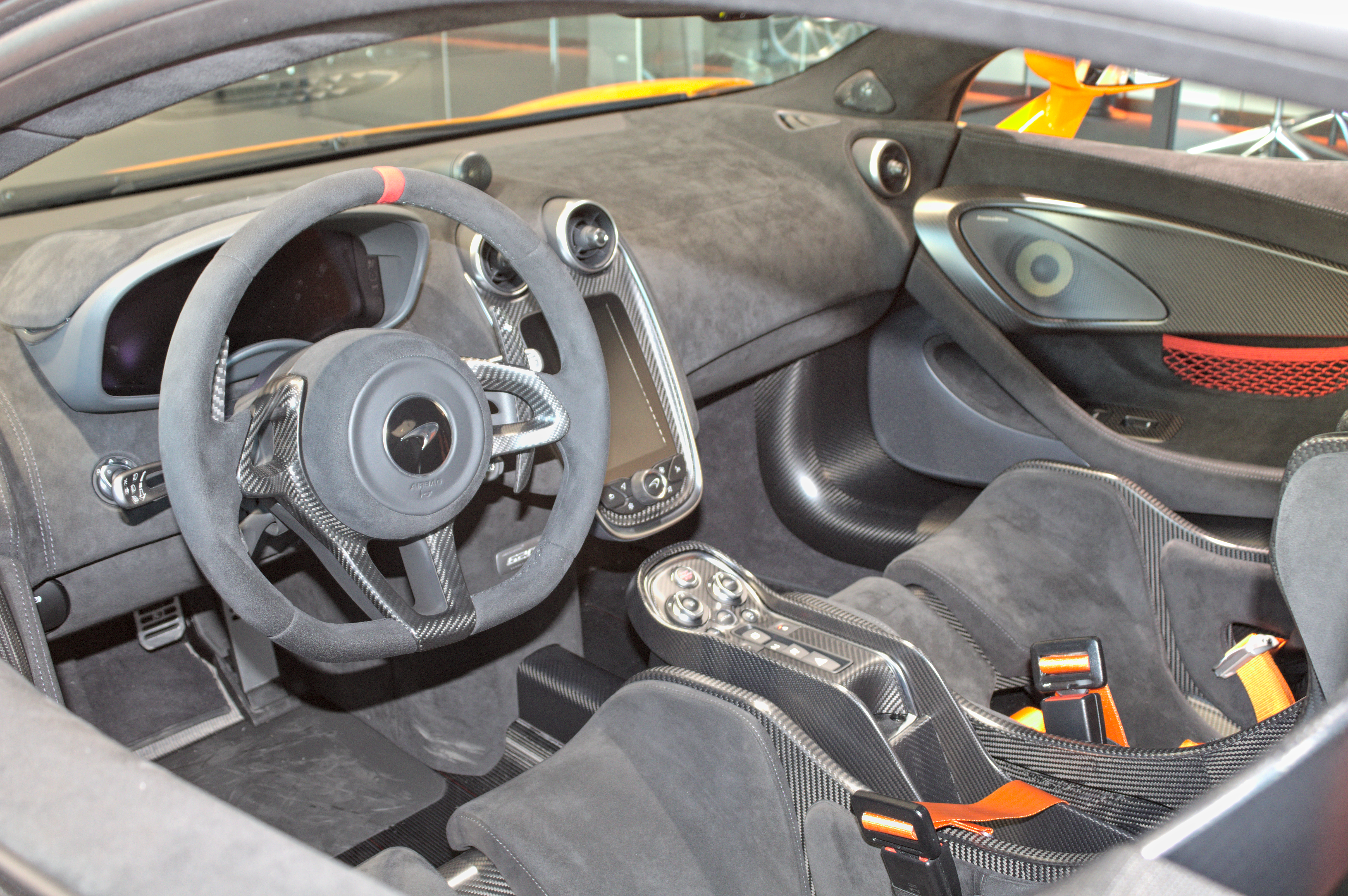
Innenansicht

Der McLaren 620R ist ein Sportwagen von McLaren Automotive, der intern zur Sports Series gezählt wird.

## Geschichte
Vorgestellt wurde der ursprünglich auf 350 Exemplare limitierte 620R am 9. Dezember 2019. Die Produktion der Serienmodelle begann im Januar 2020 im britischen Woking. Im Februar 2020 wurden die ersten Fahrzeuge an die Kunden ausgeliefert. Der Kaufpreis lag in Deutschland bei 300.000 Euro. Aufgrund der COVID-19-Pandemie wurde die Produktion auf insgesamt 225 Fahrzeuge reduziert.

## Technik
Technisch basiert das Fahrzeug in weiten Teilen auf dem GT4-Rennwagen McLaren 570S GT4.
Mit einer Leistung von 456 kW (620 PS) ist der 620R das stärkste Modell der Sports Series von McLaren. Der Name ist – wie bei vielen McLaren-Modellen üblich – eine Anlehnung an die maximale Leistung des bekannten 3,8-Liter-V8-Ottomotors mit Biturboaufladung. Bei 250 km/h soll der Abtrieb des Fahrzeugs bei 185 kg liegen, was unter anderem durch einen verstellbaren CFK-Heckflügel ermöglicht wird. Die Höchstgeschwindigkeit gibt der Hersteller mit 320 km/h an. Diese liegt unter derjenigen des leistungsschwächeren McLaren 570S, da die optimierte Aerodynamik mehr Luftwiderstand generiert. Auf 100 km/h soll der 620R in 2,9 Sekunden beschleunigen.

## Technische Daten
|                                             | 620R                                               |
| Bauzeitraum                                 | 01/2020–02/2021                                    |
| Motorkenndaten                              |                                                    |
| Motortyp                                    | V8-Ottomotor                                       |
| Motoraufladung                              | Biturbo                                            |
| Einbaulage                                  | hinten mittig längs                                |
| Hubraum                                     | 3799 cm³                                           |
| max. Leistung bei min−1                     | 456 kW (620 PS) / 7000                             |
| max. Drehmoment bei min−1                   | 620 Nm / 3500                                      |
| Kraftübertragung                            |                                                    |
| Antrieb                                     | Hinterradantrieb                                   |
| Getriebe                                    | 7-Gang-Doppelkupplungsgetriebe                     |
| Radstand                                    | 2670 mm                                            |
| Felgen vorne/hinten                         | 8 J × 19 ET 32,5 / 10 J × 20 ET 24,25              |
| Reifen vorne/hinten                         | 225/35 ZR19 / 285/35 ZR20                          |
| Reifentyp                                   | Pirelli P Zero (MC) / Pirelli P Zero Trofeo R (MC) |
| Messwerte                                   |                                                    |
| Höchstgeschwindigkeit                       | 320 km/h                                           |
| Beschleunigung, 0–100 km/h                  | 2,9 s                                              |
| Beschleunigung, 0–200 km/h                  | 8,1 s                                              |
| Leergewicht                                 | 1386 kg                                            |
| Tankinhalt                                  | 72 l                                               |
| Kraftstoffverbrauch auf 100 km (kombiniert) |                                                    |
| CO2-Emissionen (kombiniert)                 |                                                    |
| Abgasnorm                                   | Euro 6                                             |

## Zulassungszahlen
In der Schweiz und Liechtenstein wurden insgesamt sechs McLaren 620R neu zugelassen.